# Donald P. Bellisario
Donald Paul Bellisario, född 8 augusti 1935 i Cokeburg i Pennsylvania, är en amerikansk producent, regissör och manusförfattare huvudsakligen för TV-serier.

## Bakgrund
Bellisario föddes 1935 i Cokeburg i Pennsylvania som son till en italiensk far och serbisk mor. Han tjänstgjorde mellan 1955 och 1959 i USA:s marinkår med sergeant som slutgrad. Efter att med hjälp av G.I. Bill avlagt bachelorexamen i journalistik vid Pennsylvania State University 1961 flyttade han till Dallas i Texas för att där arbeta med reklam. En chansning tog honom vidare till Los Angeles i Kalifornien där han började som manusförfattare (bland annat till Stridsplanet Galactica) och arbetade sig stegvis upp till producent med eget produktionsbolag, Bellisarius Produtions.
Han har gjort en mängd TV-produktioner genom åren. Bellisario anges som skapare av TV-serier som Airwolf som börjades spelas in 1984, Magnum, P. I. (tillsammans med Glen A. Larson) 1980–1988, Quantum Leap 1989–1993, På heder och samvete (JAG) 1995–2005 samt NCIS från 2003, som var en spinoff från den föregående militärserien i dess åttonde säsong genom en bakdörr/crossover. Han har även synts i biroller eller cameon i några av sina alster.
Sedan 2004 har han en stjärna på Hollywood Walk of Fame. Efter en konflikt med Mark Harmon tvingades Bellisario lämna det aktiva producentskapet som showrunner för NCIS under slutet av den seriens fjärde säsong, även om han kvarstår som krediterad skapare av serien.
Han har med Deborah Pratt barnen Michael Bellisario och Troian Bellisario, båda skådespelare och förekommande i Bellisarios produktioner.

## Filmografi

### Som manusförfattare
- 1973 - Kojak (TV-serie) - okänt antal avsnitt
- 1975 - Switch TV-serie - okänt antal avsnitt
- 1978 - Battlestar Galactica (TV-serie, första produktionen) - 7 avsnitt
- 1979 - Battlestar Galactica (TV-serie, första produktionen) - 4 avsnitt
- 1980 - Magnum (TV-serie) - 4 avsnitt
- 1980 - Stone (TV-serie) - okänt antal avsnitt
- 1981 - Magnum (TV-serie) - 21 avsnitt
- 1982 - Magnum (TV-serie) - 15 avsnitt
- 1982 - Tales of the Gold Monkey - TV-film
- 1983 - Magnum (TV-serie) - 17 avsnitt
- 1984 - Airwolf - TV-film
- 1984 - Airwolf (TV-serie) - 23 avsnitt
- 1984 - Magnum (TV-serie) - 22 avsnitt
- 1985 - Airwolf (TV-serie) - 11 avsnitt
- 1985 - Magnum (TV-serie) - 22 avsnitt
- 1986 - Magnum (TV-serie) - 22 avsnitt
- 1987 - Airwolf eller Airwolf II (TV-serie) - okänt antal avsnitt
- 1987 - Magnum (TV-serie) - 15 avsnitt
- 1987 - Three on a Match - TV-film
- 1988 - Last Rites
- 1988 - Magnum (TV-serie) - 5 avsnitt
- 1989 - Quantum Leap - 19 avsnitt
- 1990 - Quantum Leap - 20 avsnitt
- 1990 - Quantum Leap - 20 avsnitt
- 1991 - Quantum Leap - 12 avsnitt
- 1992 - Quantum Leap - 22 avsnitt
- 1992 - Tequila and Bonetti - 9 avsnitt
- 1993 - Quantum Leap - 11 avsnitt
- 1995 - Crowfoot - TV-film
- 1995 - På heder och samvete (TV-serie) - 9 avsnitt
- 1996 - På heder och samvete (TV-serie) - 13 avsnitt
- 1997 - På heder och samvete (TV-serie) - 25 avsnitt
- 1998 - På heder och samvete (TV-serie) - 22 avsnitt
- 1999 - På heder och samvete (TV-serie) - 23 avsnitt
- 2000 - På heder och samvete (TV-serie) - 22 avsnitt
- 2001 - På heder och samvete (TV-serie) - 25 avsnitt
- 2002 - På heder och samvete (TV-serie) - 23 avsnitt
- 2003 - Navy CIS (TV-serie) - 9 avsnitt
- 2003 - På heder och samvete (TV-serie) - 13 avsnitt
- 2004 - Navy CIS (TV-serie) - 23 avsnitt
- 2004 - På heder och samvete (TV-serie) - 12 avsnitt
- 2005 - Navy CIS (TV-serie) - 23 avsnitt
- 2006 - Navy CIS (TV-serie) - 23 avsnitt
- 2007 - Navy CIS (TV-serie) - 23 avsnitt

### Som producent
- Baa Baa Black Sheep (TV-serie) - ? avsnitt 1976
- Battlestar Galactica (TV-serie) - 17 avsnitt 1978 - 1979
- Magnum (TV-serie) - 2 avsnitt  1980 - 1988
- Tales of the Gold Monkey (TV-film) - 1982
- Tales of the Gold Monkey (TV-serie) - ? avsnitt 1982
- Airwolf (TV-film) - 1984
- Airwolf (TV-serie) - 33 avsnitt 1984 - 1985
- Last Rites  - 1988
- Tequila and Bonetti (TV-serie) - ? avsnitt 1982
- Quantum Leap (TV-serie) - 96 avsnitt 1989 - 1993
- Crowfoot (TV-film) - 1995
- First Monday (TV-serie) - ? avsnitt 2002
- På heder och samvete (TV-serie) - 9 avsnitt 2003 - 2004
- Navy CIS (TV-serie) - 91 avsnitt 2003 - 2007

### Som regissör
Donald P. Bellisario har även regisserat ett mindre antal avsnitt av TV-serierna Navy CIS, På heder och samvete,  Airwolf, Magnum och Battlestar Galactica samt långfilmerna:
- 1984 - Airwolf - TV-film
- 1987 - Three on a Match - TV-film
- 1988 - Last Rites
- 1995 - På heder och samvetes pilotavsnitt.